# Ачим Йелич
Ачим Димитриевич (на сръбски: Аћим Јелић или Aćim Jelić) е сръбски учител, деец на Сръбската пропаганда в Македония.

## Биография
Роден в уважавано и богато сараевско сръбско търговско семейство. Учи в Любляна и изглежда, завършва и Търговската академия в Лайпциг. В началото на последното десетилетие на XIX век се включва в дейността на сръбската пропаганда в Македония и отива да работи като учител в Скопския санджак. Учителства в Кочани и е управител на сръбските училища в Кочани, Гостивар и Прешево.
Участва активно и в работата на сръбската революционна организация в Стара Сърбия и Македония, както и в политическата организация на сърбите след Младотурската революция от 1908 година.  В 1909 година е избран за представител на Прешево в скупщината на сърбите османлии. Арестуван е в 1910 година по време на Обезоръжителната акция на младотурците в Прешевска каза и е осъден на смърт, но е помилван след намесата на сръбската дипломация.
След Първата балканска война, познавайки местните условия, той създава сръбски общини в Кочани и Свети Никола. Участва в Първата световна война. След войната работи като учител в Кочани и се пенсионира в 1921 година. В 1926 година за кратко е отново учител в Скопие. Умира в 1935 година в Скопие.